# Così parlò Bellavista
Così parlò Bellavista es una película cómica italiana de 1984 escrita, dirigida e interpretada por Luciano De Crescenzo.

## Argumento
Gennaro Bellavista es un profesor de filosofía jubilado de Nápoles, que disfruta explicando sus teorías a su círculo de discípulos, formado por sus amigos Salvatore, Saverio y Luigino. En particular, refiriéndose en broma a las categorías sociológicas expuestas en el tratado alemán Gemeinschaft y Gesellschaft, distingue a la humanidad en "hombres de amor", como los napolitanos, y "hombres de libertad", como los milaneses.
Su tranquila vida se ve perturbada por dos eventos. Primero, su hija Patrizia se ha quedado embarazada de su prometido Giorgio y ambos planean casarse; pero el novio, un joven licenciado en arquitectura, está en paro y la pareja debe mudarse a su pesar a la casa de Bellavista.
Además, desde Milán llega a Nápoles el director Cazzaniga, que se instala en un apartamento dentro del mismo edificio del profesor. Hacia su nuevo vecino Bellavista alberga prejuicios basados en el contraste entre los hábitos de los napolitanos, más imaginativos y relajados, y de los milaneses, más estrictos y puntuales. Sin embargo, cuando un día se ve obligado a pasar tiempo con él, estando ambos atrapados en un ascensor averiado, descubre que también Cazzaniga es un "hombre de amor"; así empieza una relación de amistad y respeto mutuo.

## Reparto
- Luciano De Crescenzo como Gennaro Bellavista
- Isa Danieli como Maria, la mujer de Bellavista
- Lorella Morlotti como Patrizia, la hija de Bellavista
- Marina Confalone como Rachelina, la criada de Bellavista
- Renato Scarpa como Cazzaniga
- Sergio Solli como Saverio, basurero
- Benedetto Casillo como Salvatore, vice asistente portero
- Geppy Gleijeses como Giorgio Loffredo, el novio de Patrizia
- Gerardo Scala como Luigino, el poeta
- Giovanni Attanasio como el barman
- Luigi Uzzo como Armando, el portero
- Riccardo Pazzaglia como el hombre del caballito rojo
- Salvatore La Rotonda como Ferdinando, asistente portero
- Tommaso Bianco como el taxista
- Marina Ruffo como la vecina
- Aldo Tarantino como el caballero
- Vittorio Panetta como el coronel
- Gianni de Bury como el aparcacoches
- Antonio Sigillo como el tío de Bellavista
- Patrizia Loreti como la capataz de "la Rinascente"
- Francesco De Rosa como Gigino, el vendedor de ataúdes a plazos
- Nicola Esposito como Gaetano
- Renato Rutigliano como el empleado de la lotería
- Nunzia Fumo como la viejita de la lotería
- Nuccia Fumo como la viejita de la lotería
- Lucio Allocca como el camarero de la pizzaría
- Gino Maringola como el tío de Giorgio
- Antonio Allocca como "core n'grato", el recaudador de la camorra
- Biagio Casalini como el presentador de televisión de Telemergellina
- Raffaele Moccia como el invitado de Telemergellina
- Nunzio Gallo como el camorrista
- Vittorio Marsiglia como el director de fotografía
- Franco Javarone como el abogado Russo
- Antonio Casagrande como el preso
- Massimo Colatosti como el gasolinero
- Marzio Honorato como el juez
- I Fatebenefratelli como los hermanos Pasquale y Vincenzo Sorrentino
- Vincenzo Falanga como el padre del ladronzuelo

## Premios y candidaturas
David di Donatello 1985
| Categoría                  | Persona              | Resultado |
| -------------------------- | -------------------- | --------- |
| Mejr director principiante | Luciano De Crescenzo | Ganadora  |
| Mejor actriz secundaria    | Marina Confalone     | Ganadora  |

Nastro d'argento 1985
| Categoría                   | Persona              | Resultado |
| --------------------------- | -------------------- | --------- |
| Mejor director principiante | Luciano De Crescenzo | Ganador   |
| Mejor actriz secundaria     | Marina Confalone     | Ganadora  |